# Коломна
Коло́мна — город в Московской области России. Город областного подчинения, образует городской округ Коломна. Один из древнейших городов Подмосковья, крупный промышленный центр и транспортный узел, речной порт на Оке. Согласно последним исследованиям, основан в 1110—1140-х годах. В городе находится множество архитектурных достопримечательностей, среди которых особое место занимает частично сохранившийся Коломенский кремль.
Указом Президента Российской Федерации от 20 мая 2021 года городу было присвоено звание «Город трудовой доблести».

## Этимология

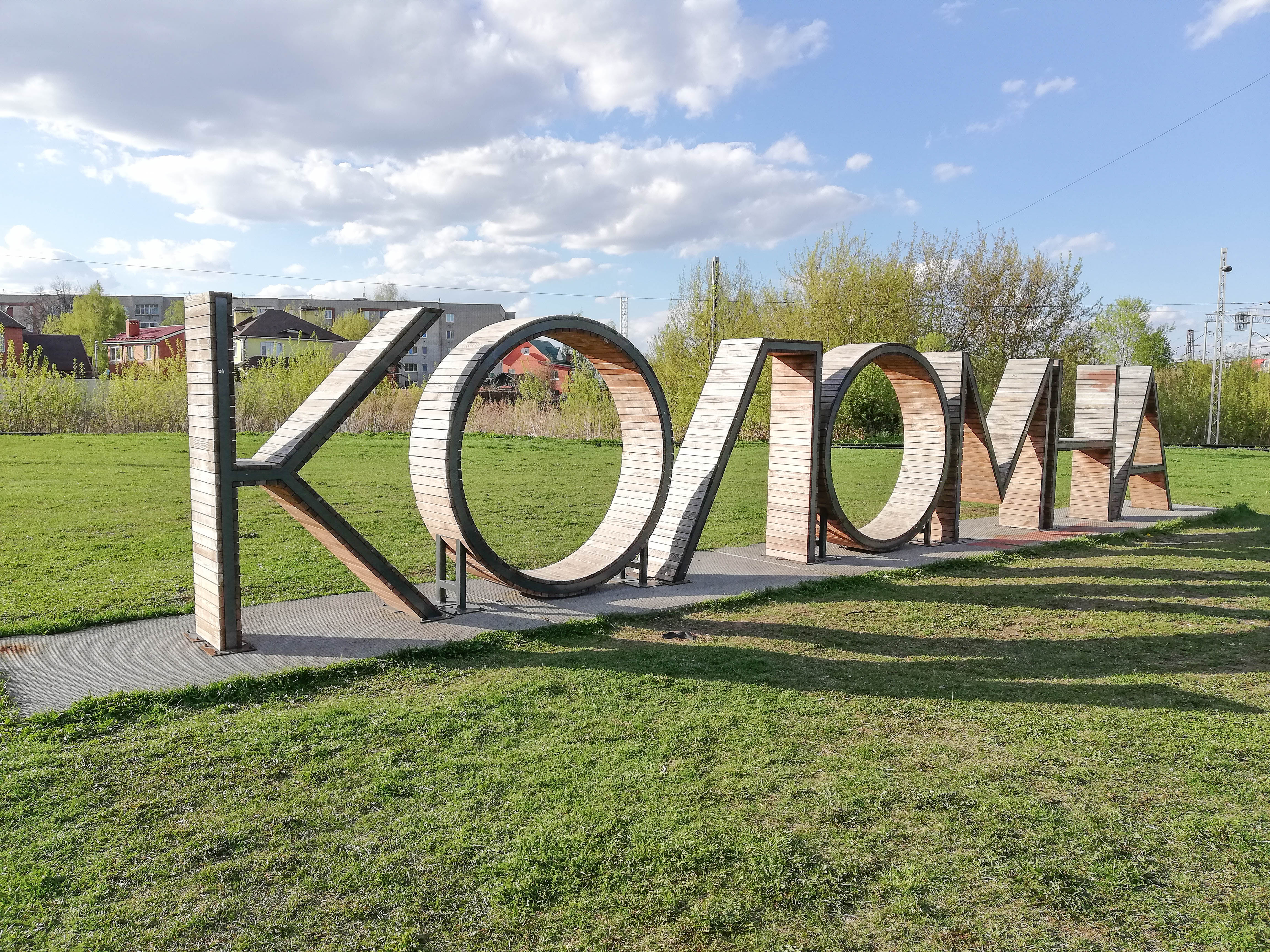
Металлодеревянная конструкция в виде названия города

Происхождение названия имеет несколько научных и народно-этимологических версий:
Научные версии:
- От славянского слова «колома», означающее — колесо (родственное — колымага, колёсная повозка). Также существуют города, посёлки и деревни, имеющие сходные названия — Коломыя, Колома, Коломье и проч. Предположительно изначально это было место проживания изготовителей колёс, возможно — колёс для водяной мельницы, (устаревшее выражение — мельничные колома, деревянные колёса, приводящие механизм мельницы в движение)[источник не указан 2510 дней].
- Коломна — коло мна (возле мна — торгового места, рынка). В пользу этой версии говорит то, что в Российской империи было около 17 Коломен, в разных частях страны. Кое-какие Коломны сохранились и сейчас, например Коломна в Санкт-Петербурге.
- В. А. Никонов, автор «Краткого топонимического словаря», высказывал мнение, что название города произошло от финно-угорского слова kalma, означающего могилу, кладбище[6].
- Первоначально название реки (отмеченное как гидроним в ряде других регионов Руси) родственно украинскому Коломыя и пол. kołomyje ‛глубокие колеи; выбоины, наполненные водой’[7]. Конечная часть — мна объясняется как гиперкорректное преобразование *Коломъя > *Коломья > *Коломня.
- Распространённость гидронима в западных областях допускает балтийское происхождение. В. Н. Топоров приводит ряд балтийских параллелей, позволяющих сопоставить основу названия с лит. kalmas «аир», kalmyne «заросли аира», прусск. kalmus «палка, трость». Этимология названия Коломна «река с зарослями аира» вполне реалистична и подтверждается рядом других гидронимов Подмосковья, образованных от названий водной растительности[8].
- Э. М. Мурзаев сообщает о версии, предполагающей половецкое происхождение названия — от «коллома» (охранение), так как Коломна, расположенная при впадении Москвы-реки в Оку, будучи городом-крепостью, преграждала дорогу к русским землям на севере[9].
- Даль В. И. вывел название от рязанских слов коломень, коломенье, означающих околицу, околоток, соседство, «отчего и название города Коломны — околица Москвы»[10]. Согласно М. Фасмеру, от диал. коло́мень ж. «окрестность» (от коло; ср. польск. okolica — окрестность).
- Историк и краевед В. Ю. Кириченко на основе написанного в Речи Посполитой «Лексикона славеноросского» Памвы Берынды, издания 1653 года, вывел происхождение от южнославянского слова «колми». На стр. 65 Лексикона оно толкуется как «далеко болш», то есть, очень далеко от чего-то. Коломна в 1177 году была самой дальней крепостью на северо-северо-запад от Рязани. А границы Черниговского княжества доходили до берегов рек Оки и Москвы. Отсюда название Коломна переводится как «город дальний»[11][неавторитетный источник].

Народно-этимологические версии:
- От слова «каменоломня» — рядом с городом добывали (по-старинному — ломали) камень.
- От названия реки Коломенки. На берегу её было место, где находился рынок, по-старинному — менок. То есть — река около мена — Коломенка.
- От особенности протекания реки Оки в районе города: Ока ломается (Ока ломана), отсюда и Коломна, подобно тому, как Ока широка в районе города Кашира, Ока лугова в районе города Калуга.
- Существовало мнение, что название города происходит от лат. columna «колонна», что нашло отражение в его историческом и современном гербе.

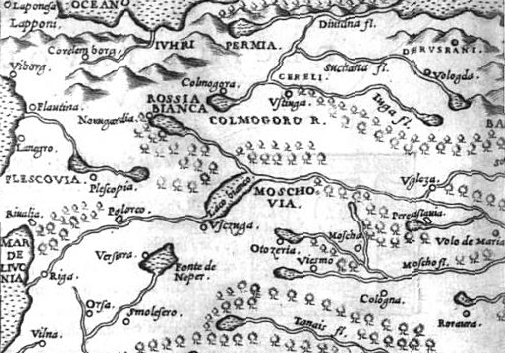
Карта Дж. Рушелли, 1561, Коломна обозначена как Cologna

- В разговорном употреблении часто название описывается воинственным выкриком: «Колом на!»
- Существует также ведическая или языческая версия названия города Коломна. Многие древние топонимы и гидронимы на территории России имеют санскритское происхождение. Лингвисты также утверждают тесную связь славянских языков и особенно русского с санскритом. На санскрите «кола» — कोल — означает вепрь, дикий кабан, а «омна» — ओंन — «означает» — друг и защитник. Город Коломна कोलोंन — это место под защитой Вепря. В Индии до сих пор существует культ поклонения Шри Вишну в форме дикого кабана Вараха-дева, который спас землю от гнёта демонов и поднял её из тёмных и грязных глубин вселенского мрака. Для этого Верховный господь Вишну и принял облик Дикого Вепря, существа сильного, но живущего не совсем в чистых местах.

## Физико-географическая характеристика

### Географическое положение
Коломна находится в центре европейской части России, на просторах Москворецко-Окской равнины. Город расположен у впадения реки Москвы в Оку, примерно посередине между Москвой и Рязанью. Расстояние от Москвы до Коломны по автодороге 111 км, по железной дороге 105 км. Площадь города составляет 6712 га, она совпадает с площадью городского округа. По территории города протекает несколько рек, наиболее крупные из которых Ока, Москва и Коломенка.

### Климат
Согласно климатическому районированию России, Коломна находится в атлантико-континентальной европейской области умеренного климатического пояса. Cильные морозы и палящий зной здесь довольно редки. Самым холодным месяцем года является январь (его средняя температура составляет −7,1 °C), а самым тёплым — июль (средняя температура +19,7 °C). В летнее время довольно часты грозы. Абсолютный минимум температуры в Коломне за период наблюдений с 1960 года отмечался во время ультраполярного вторжения 31 декабря 1978 года: −40,8 °C, абсолютный максимум, вследствие географического расположения на юго-востоке области и низкой высоты НУМ, — самый высокий в Московской области: +39,7 °C. Продолжительность безморозного периода около 140 дней. Абсолютный годовой перепад температур 80,5 градуса. Коломне принадлежит абсолютный максимум температуры в Подмосковье.
Всемирная метеорологическая организация приняла решение о необходимости расчёта двух климатических норм: климатологической стандартной и опорной. Климатологическая стандартная норма обновляется каждые десять лет, опорная норма охватывает период с 1961 г по 1990 г.
| Показатель                            | Янв. | Фев. | Март | Апр. | Май  | Июнь | Июль | Авг. | Сен. | Окт. | Нояб. | Дек. | Год |
| ------------------------------------- | ---- | ---- | ---- | ---- | ---- | ---- | ---- | ---- | ---- | ---- | ----- | ---- | --- |
| Средняя температура, °C               | −7,1 | −6,9 | −1,6 | 6,6  | 13,9 | 17,6 | 19,7 | 17,7 | 11,9 | 5,8  | −0,9  | −5   | 6,0 |
| Норма осадков, мм                     | 41   | 35   | 31   | 36   | 50   | 69   | 70   | 65   | 52   | 56   | 41    | 44   | 590 |
| Источник: ФГБУ «Гидрометцентр России» |      |      |      |      |      |      |      |      |      |      |       |      |     |

| Показатель                    | Янв.  | Фев.  | Март | Апр.  | Май  | Июнь | Июль | Авг. | Сен. | Окт.  | Нояб. | Дек.  | Год   |
| ----------------------------- | ----- | ----- | ---- | ----- | ---- | ---- | ---- | ---- | ---- | ----- | ----- | ----- | ----- |
| Абсолютный максимум, °C       | 8,3   | 8,9   | 18,3 | 29,8  | 34,1 | 35,4 | 39,5 | 39,7 | 30,3 | 24,3  | 14,7  | 10    | 39,7  |
| Средний суточный максимум, °C | −5,7  | −4,8  | 1,2  | 11,0  | 19,1 | 22,7 | 24,7 | 22,7 | 16,4 | 8,7   | 0,9   | −3,4  | 9,5   |
| Средняя температура, °C       | −8,9  | −8,7  | −2,9 | 6,0   | 13,2 | 17,0 | 19,0 | 16,9 | 11,2 | 5,0   | −1,5  | −6,1  | 5,1   |
| Средний суточный минимум, °C  | −12,4 | −12,8 | −6,8 | 1,4   | 7,1  | 11,2 | 13,5 | 11,6 | 6,8  | 1,7   | −4    | −9,1  | 0,7   |
| Абсолютный минимум, °C        | −38,1 | −40,4 | −34  | −22,5 | −4,5 | −0,7 | 2,9  | 0,1  | −6,2 | −18,1 | −26,5 | −40,8 | −40,8 |
| Норма осадков, мм             | 36    | 30    | 27   | 34    | 44   | 64   | 76   | 61   | 54   | 52    | 44    | 41    | 563   |
| Источник: Climatebase.ru      |       |       |      |       |      |      |      |      |      |       |       |       |       |

### Экология

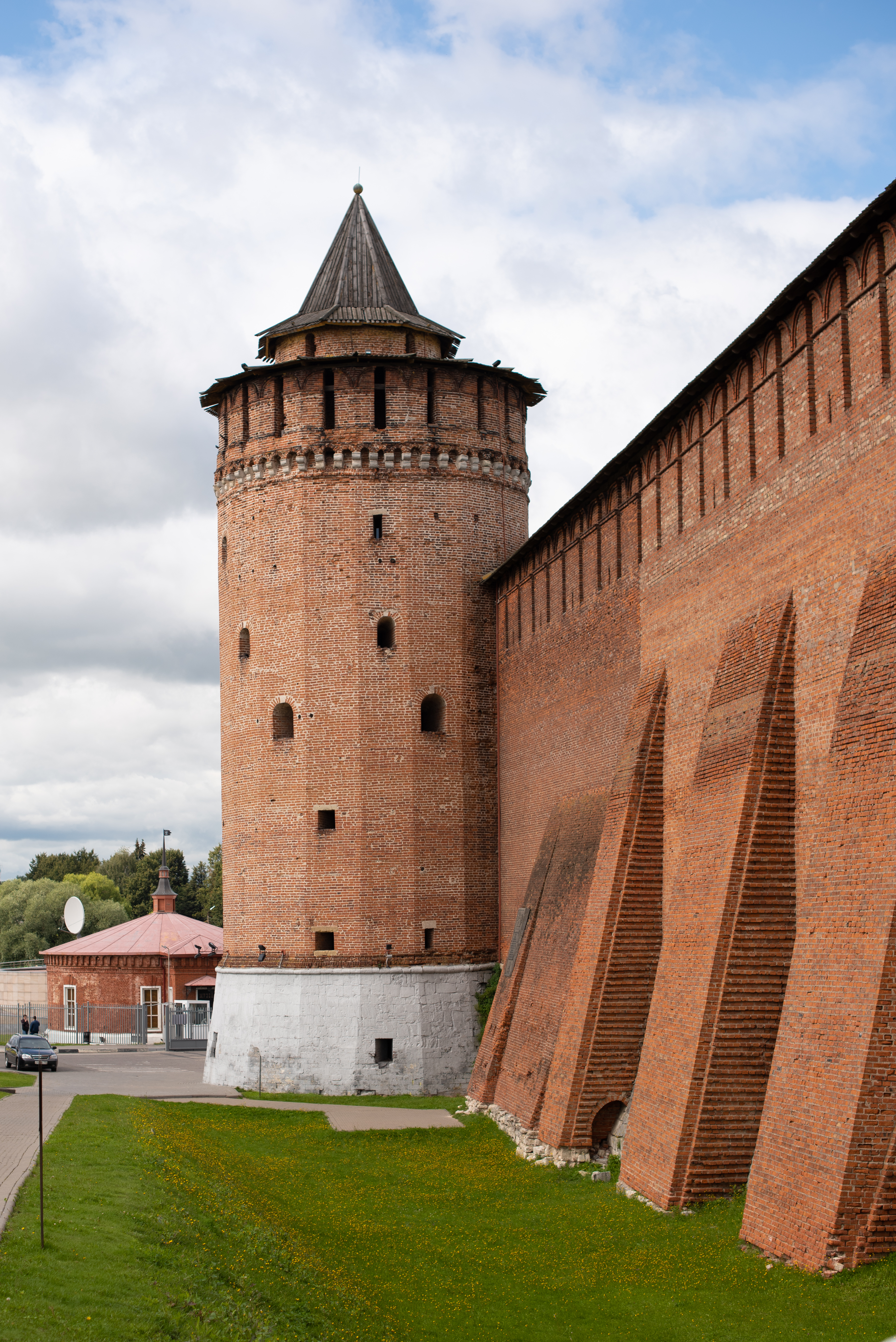
Маринкина башня Коломенского кремля

В Коломне имеется движение «Нет свалке Коломна», которое по меркам города собирает огромное количество участников. Оно началось с увеличения и расширения свалки в Воловичах (мусорный полигон около одноимённой деревни, прилежащий к городу). Движение создано с целью устранить свалку, которая начала заполнять город с лета 2017 года. Население было крайне недовольно и 11 февраля 2018 года вышло на митинг. Участники данного движения собирают подписи к петиции, где требуют от власти решить их проблему свалки, иначе применят максимальные усилия для смены власти губернатора. Тем не менее, участников движения вызывают в полицию, а в домах как минимум восьмерых участников проводит обыск ФСБ. Участник движения Иван Журавлёв и общественный деятель Дмитрий Гудков считают, что обыски проходят по делу, которое возбудили в отношении Вячеслава Егорова, организатора протестов против свалки в деревне Воловичи, — предположительно по статье о повторном нарушении правил проведения митингов («дадинская» статья 212.1 УК). Сам Егоров провёл 48 часов в изоляторе отдела полиции Коломны.
После событий в Волоколамске губернатором Московской области было принято решение о увеличении свалки ТБО в Воловичах примерно в 5 раз . В скоре, полигон в Воловичах прекратил свое существование, был закрыт и рекультивирован.

## Население
Коломна — восьмой по численности город Московской области (2012 год). На 1 января 2025 года по численности населения город находился на 132-м месте из 1124 городов Российской Федерации.
| 1856     | 1859     | 1897     | 1913     | 1926     | 1931     | 1939     |
| -------- | -------- | -------- | -------- | -------- | -------- | -------- |
| 13 800   | →13 800  | ↗20 000  | ↗25 500  | ↗35 000  | ↗47 800  | ↗75 112  |
| 1959     | 1962     | 1967     | 1970     | 1973     | 1975     | 1976     |
| ↗99 693  | ↗125 000 | ↗131 000 | ↗135 934 | ↗140 000 | ↗145 000 | →145 000 |
| 1979     | 1982     | 1985     | 1986     | 1987     | 1989     | 1990     |
| ↗147 295 | ↗151 000 | ↗157 000 | →157 000 | ↗159 000 | ↗161 881 | ↘155 000 |
| 1991     | 1992     | 1993     | 1994     | 1995     | 1996     | 1997     |
| ↗164 000 | →164 000 | ↘163 000 | ↘162 000 | ↘154 000 | ↘153 000 | →153 000 |
| 1998     | 1999     | 2000     | 2001     | 2002     | 2003     | 2004     |
| ↘152 000 | ↘151 500 | ↘150 700 | ↘149 400 | ↗150 129 | ↘150 100 | ↘149 500 |
| 2005     | 2006     | 2007     | 2008     | 2009     | 2010     | 2011     |
| ↘148 800 | ↘148 000 | ↘147 900 | ↗147 996 | ↗148 425 | ↘144 589 | ↗144 600 |
| 2012     | 2013     | 2014     | 2015     | 2016     | 2017     | 2018     |
| ↗144 963 | ↘144 707 | ↘144 316 | ↘144 253 | ↘143 578 | ↗144 125 | ↘142 691 |
| 2019     | 2020     | 2021     | 2023     | 2024     |          |          |
| ↘141 106 | ↘140 129 | ↘134 850 | ↘133 019 | ↘132 247 |          |          |

## Символика

### Герб
Геральдическое описание герба Коломны гласит: «В лазоревом поле на зелёном холме, тонко окаймлённом золотом, — серебряная колонна, увенчанная золотой короной, сопровождаемая по бокам двумя золотыми шестилучевыми звёздами (двумя лучами вверх)».

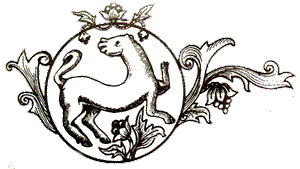
XIV век
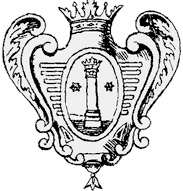
1730 год
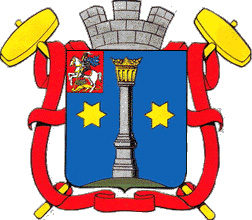
1883 год
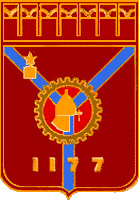
1980 год
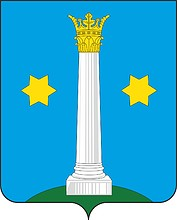
2002 год

### Флаг
Флаг Коломны утверждён решением Совета депутатов г. Коломны от 07.08.2002 № 31/9. Флаг представляет собой прямоугольное полотнище с отношением ширины к длине 2:3, красного цвета с двусторонним изображением в верхнем ближнем к древку углу основных элементов герба г. Коломны — колонны, увенчанной золотой короной, с двумя золотыми шестилучевыми звёздами по бокам в лазоревом поле.

## Часовой пояс
Город Коломна, как и вся Московская область, находится в часовой зоне, обозначаемой по международному стандарту как Moscow Time Zone (MSK). Смещение относительно UTC составляет +3:00.

## История

### Первое упоминание
Город Коломна впервые упоминается под 1177 (6685) годом в Лаврентьевской летописи, известной по списку 1377 года, как пограничный пост Рязанского княжества и торгово-ремесленный центр.

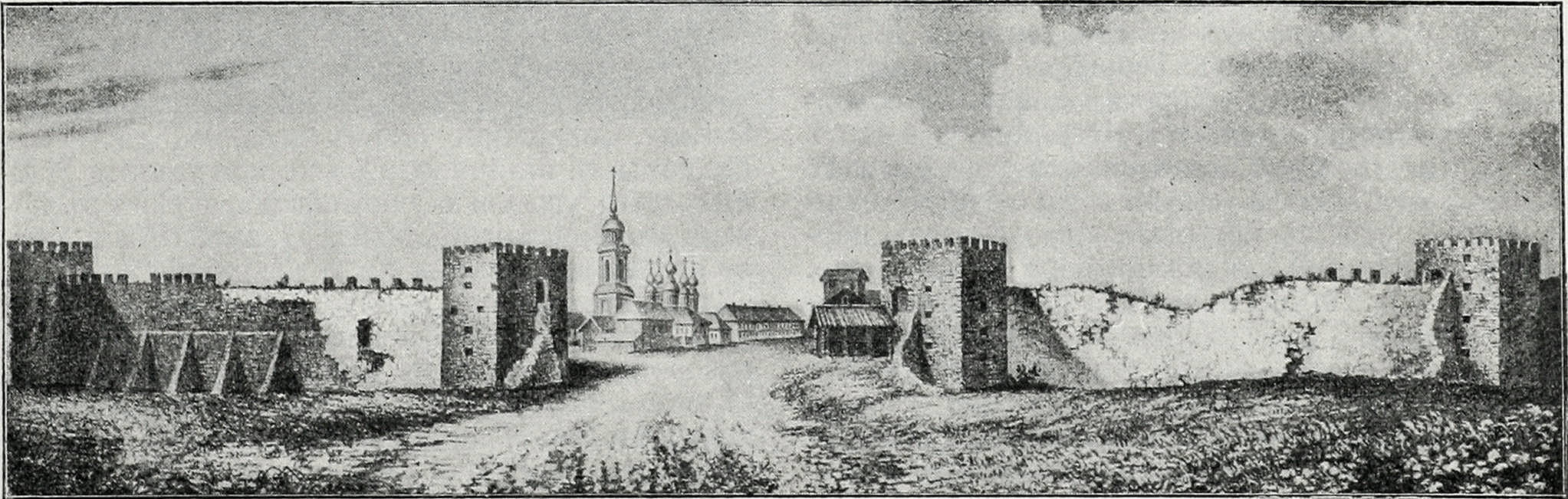
Древняя крепость в Коломне
(рисунок из статьи «Коломна»
«Военная энциклопедия Сытина»)

Когда во второй четверти XII века Киевская Русь окончательно распалась и образовались самостоятельные княжества и земли, на территории современного Подмосковья пытались закрепиться сразу несколько соперничавших княжеств. Для закрепления низовий Москвы-реки и прилегающего течения Оки рязанские князья построили города Ростиславль (упомянут в 1153 году) и Коломну.
1177 год — условная дата, поскольку город упомянут как уже существующий. Предположить точную дату основания города помогают найденные при раскопках вещи, которые хорошо датируются. Выяснилось, что самые древние городские находки датируются серединой XII века, то есть интервалом между 1140 и 1160-м годами. Таким образом, город до своего попадания в историческую хронику существовал уже около четверти столетия.
В конце XII—XIII веках Коломна была центром Коломенского княжества в составе Рязанского княжества, в источниках упоминается только один коломенский князь: в 1186 году Коломну взял Всеволод Большое Гнездо и посадил там князем Всеволода, младшего брата рязанского князя.
В первых числах января 1238 года брат рязанского князя Роман Ингваревич с владимирским войском Всеволода Юрьевича дали жестокий бой монголам, в котором погибли Роман, владимирский воевода Еремей и младший сын Чингисхана Кулькан.

### Присоединение к Московскому княжеству
В 1301 году Коломну, которая была рязанским уделом, захватил московский князь Даниил Александрович, успешно вмешавшийся в противоборство рязанских князей. Это была первая территория, присоединённая к Москве. Уже через несколько лет здесь был построен новый деревянный кремль, по площади не уступавший Тверскому и будущему Московскому Ивана Калиты. В связи с этим город подвергся перепланировке. Уже во второй четверти столетия начинается белокаменное строительство: появляется Успенский собор (заменённый новым в 1379—1382 гг). Вскоре была основана Коломенская епархия, рядом с городом построены епископская резиденция (будущее село Городищи), Старо-Голутвин и Бобренев монастыри, также получившие белокаменные храмы.
В 1340 году Иван Калита завещал Коломну своему сыну Симеону. В 1358 году город отошёл к Дмитрию Ивановичу; во время его правления Коломна стала значительным торговым центром. Коломенские епископы пользовались расположением московских князей. В 1385 году Коломну неожиданно захватил князь Олег Рязанский. Город был возвращён Москве лишь через несколько лет, при содействии Сергия Радонежского.

### Коломна — вторая столица Московского княжества
На рубеже XIV и XV веков Коломна — самый богатый после Москвы город Московского княжества. «Сей город сделался истиной столицей великого княжения и многолюдной и шумной» — описывает историк Н. М. Карамзин Коломну 1433 года. В это время в ней жил Великий князь Московский и Владимирский Василий II, получивший титул князя коломенского, сосланный из Москвы в результате борьбы за великокняжеский престол со своим дядей удельным князем звенигородским Юрием. Коломна служила центром объединённых сил, сочувствовавших великому князю в его политике «собирания Руси». Многие жители покинули Москву, отказавшись служить князю Юрию, и направились в Коломну. Улицы Коломны были запружены подводами, город на некоторое время превратился как бы в столицу Московской Руси почти со всем административно-хозяйственным и политическим штатом.

### Монгольские нашествия
Много бед город пережил от Золотой Орды и позднейших татарских государств. Коломна неоднократно разорялась в XIII—XVI веках.1 января 1238 года — Бату-ханом, в 1293 году — Туданом, в 1382 году — Тохтамышем, в 1408 году — Едигеем, в 1440 году — казанским ханом Улу-Мухаммедом. Один раз город сжигался крымскими войсками в 1571 — Девлетом I Гераем. Распространённое мнение о том, что в 1521 году город был сожжён объединённым крымско-казанским войском под началом Мехмеда I Герая является следствием ошибки неправильного перевода летописных сведений ещё в XVIII веке, а затем без проверки тиражируемого последующими исследователями и писателями. Как убедительно доказал в своей статье «Из истории Коломенского кремля: новая версия причин постройки» на основе нескольких летописных сводов историк и краевед Кириченко В. Ю. в 1521 году был сожжён посад Коломны. Причём сделано это было коломенским гарнизоном по приказу воеводы князя Юрия Андреевича Хохолкова-Ростовского. Профессор, доктор исторических наук Мазуров А. Б. обнаружил в малоизвестных летописях подтверждение — деревянная крепость Коломны была через несколько лет перенесена в Каширу.
В 1380 году здесь собирал своё войско Дмитрий Донской перед Куликовской битвой.

### Эпидемии и пожары
Коломна страдала не только от набегов — её опустошали эпидемии (наиболее известная из них — «моровая язва» (чума) относится к 1363), пожары (в 1437 сгорел почти весь город), нападения опричников (1568). Коломна была местом почётной ссылки. Так в 1434 году в Коломну сослали князя Дмитрия Шемяку, впоследствии Коломну определили местом ссылки для новгородцев и псковичей, что повлияло на становление коломенского купечества.

### Сооружение каменного кремля

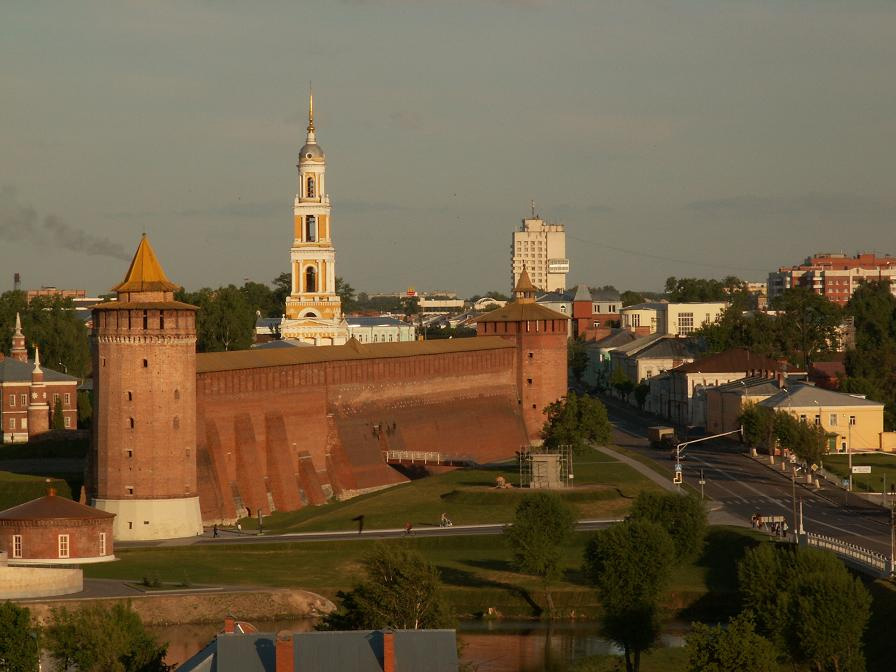
Вид на Коломенский кремль

В 1525:44—1531 годах:58 был сооружён мощный каменный кремль, после чего стратегическое значение Коломны возросло (до этого город обладал лишь непрочными деревянными укреплениями). Кроме строительства каменных стен, на территории кремля были размещены гуляй-башни, которые встраивались в стену в случае её разрушения. После строительства каменных стен врагам ни разу не удавалось взять приступом Коломенский кремль.
В XVI веке в Коломне не раз бывал Иван Грозный. Первый раз молодой государь побывал в Коломне, когда ему ещё не исполнилось 16 лет. Получив известие о движении крымских татар в сторону Оки, великий князь в апреле 1546 года немедленно отправился в Коломну. 6 мая он прибыл сюда и расположился со своим полком под Голутвиным монастырём. Это были основные силы Москвы. Когда крымский хан узнал о сосредоточении русских войск под Коломной, он повернул обратно. Но, как отмечали летописцы, Иван Васильевич не покинул Коломны, он общался с крестьянами, пробовал пахать пашню, сеять гречиху. Во время увеселений с молодым правителем произошёл неприятный инцидент: великий князь отказался выслушать пришедших к нему «жалобщиков» от новгородских стрельцов. В конфликте между не пожелавшими уйти стрельцами и защищавшими князя дворянами было убито по 5-6 человек с каждой из сторон.
В июле 1547 года Иван IV снова в окружении большого войска двинулся на Коломну. Он укрепил город своими войсками и начал готовиться к походу на Казань. Первые две попытки окончились неудачно. Третий поход состоялся в июне 1552 года. Но тут на Москву двинулись крымцы. Повернув войска, царь поспешил вернуться в Коломну. 16 июня он уже был здесь и велел воеводам ждать из Крыму вести. Но крымцев разбили под Тулой и 1 июля Иван Васильевич устроил в Коломне военный совет из бояр и воевод. Совет утвердил план похода на Казань. 3 июля 1552 года 150-тысячная армия, во главе которой находился Иван Грозный, двинулась к волжским берегам. На этот раз Казань была взята. В честь победы над Казанью в Коломне был основан Брусенский монастырь и в этом монастыре заложен храм Успения Пресвятой Богородицы.
В 1565 году, после того как царь Иван Грозный разделил Русское государство на опричнину и земщину, город вошёл в состав последней.

### Коломна в Смутное время
В 1606 году вспыхнула крестьянская война под предводительством Ивана Болотникова. Восставшие по пути на Москву подошли к Коломне. В октябре 1606 года посад был взят ими приступом, но кремль продолжал упорно сопротивляться. Оставив небольшую часть своих сил в Коломне, Болотников направился по Коломенской дороге в Москву. В селе Троицкое Коломенского уезда ему удалось разбить правительственные войска. Армия Болотникова расположилась в селе Коломенское под Москвой. Началась осада столицы. В декабре 1606 года Болотникова постигла неудача под Москвой и он отступил в Калугу. Это послужило сигналом для посадской верхушки Коломны для расправы с «чернью». Восстание Болотникова было жестоко подавлено.

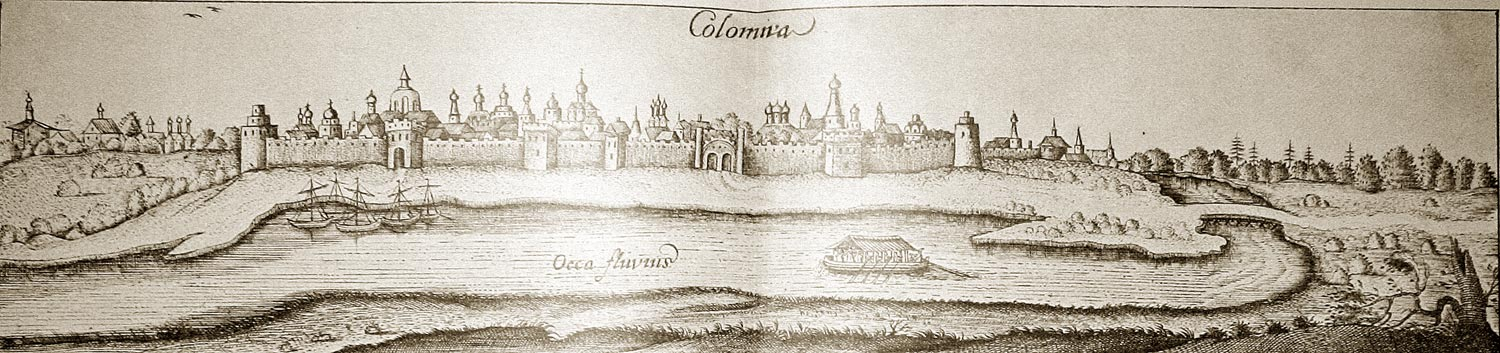
Коломна на рисунке Адама Олеария (1636)

В Смутное время Коломну неоднократно занимали сторонники самозванца: сначала Александр Лисовский (1608), но город был отбит царскими войсками Шуйского, тем не менее вскоре город перешёл к самозванцу Лжедмитрию II. В 1611 город присягнул королевичу Владиславу как новому избранному русскому царю Владиславу Жигимонтовичу. В 1612 году город занял казацкий атаман Иван Заруцкий, и из Коломны пыталась править жена самозванца Марина Мнишек (город был последним центром, ею контролировавшимся). На основе спектра городских легенд о Марине Мнишек (её облик варьируется от царицы-мученицы до самозванки-авантюристки) Борисом Пильняком была сочинена легенда: Марина Мнишек якобы превратилась в ворону и вылетела из Маринкиной башни Коломенского кремля, где якобы была заточена.
После утверждения Романовых город лишился политических притязаний, превратившись в крупный купеческий и логистический центр. Этому способствовала не только роль в истории Смутного времени, но также и неприятие церковной реформы патриарха Никона в Коломне. В раскол ушёл коломенский епископ Павел (один из наиболее почитаемых священномучеников в русском старообрядчестве), что в какой-то мере легализовало противников реформы и дало им возможность рукополагать новых священников.

### Коломна в XVIII и XIX веках

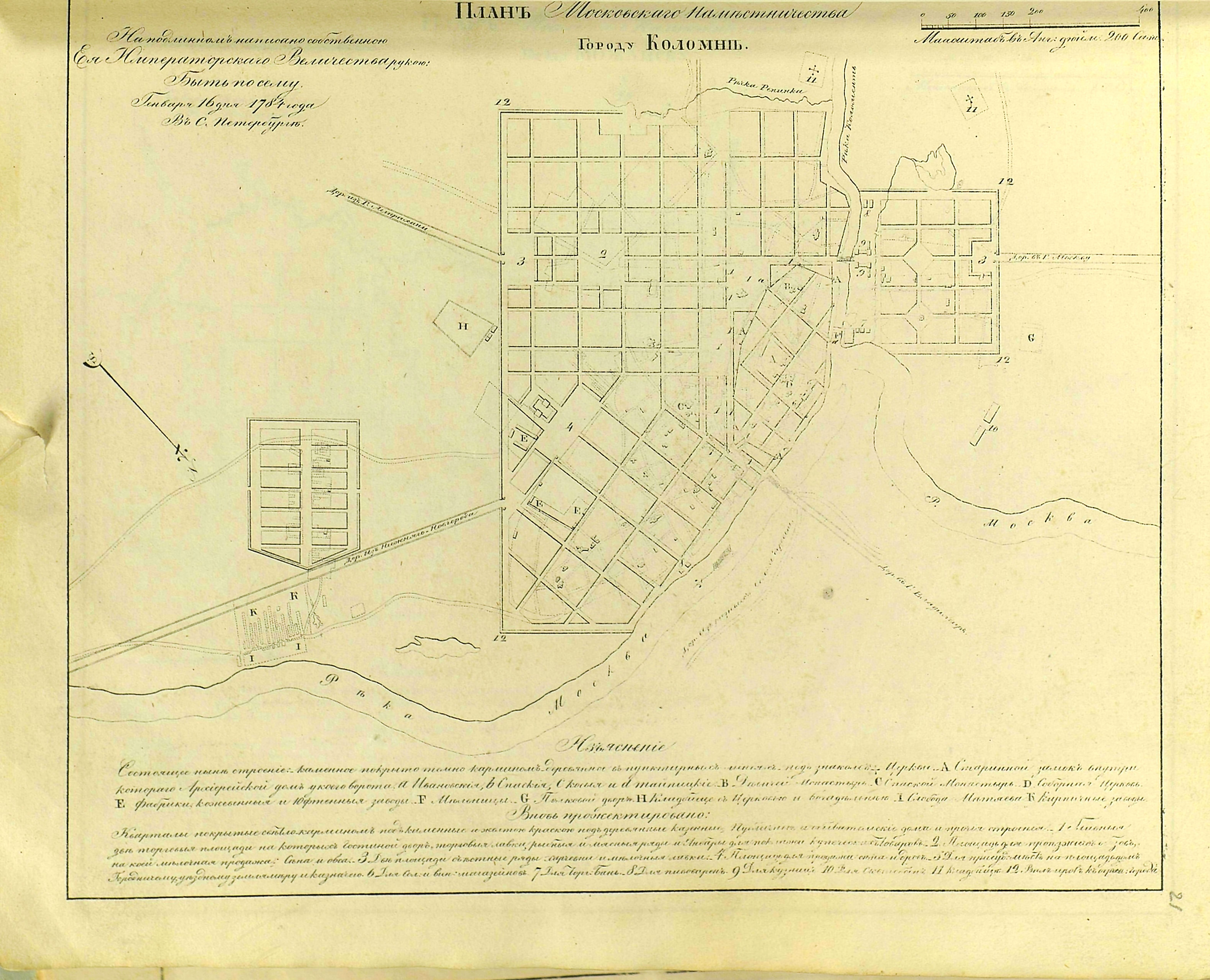
«Прожектированный» план города Коломны 1784 года из «Полного собрания законов Российской Империи. Книга чертежей и рисунков. Планы городов.»

С 13 по 17 мая 1722, держа дорогу на Астрахань, в Коломне побывал Пётр I. Спустя год в городе была основана духовная семинария, а в 1730 был опубликован первый герб Коломны. К 1775 году относится пребывание Екатерины II в городе, и вскоре (в 1778) в Коломну был послан архитектор М. Ф. Казаков для составления генерального плана города, который был утверждён 16 мая 1784. В 1781 году Коломна стала уездным городом Московской губернии. В 1862 году соединена железной дорогой с Москвой, что явилось толчком к развитию промышленности в Коломне: 1863 стал годом основания коломенских паровозостроительного и машиностроительного заводов. Паровозостроительный завод образовался из мастерских, предназначенных для сооружения железнодорожного моста через Оку. В том же году Коломна обрела земскую больницу; в 1864 году был открыт мост через Оку, таким образом железнодорожное сообщение было продлено до Рязани.

### Развитие промышленности в Коломне
В XVII веке в городах Подмосковья, в том числе и в Коломне, было распространено торговое солодоращение. Люди растили солод — проросшее зерно хлебных злаков — и потом в молотом виде использовали его для приготовления кваса, пива или вина. Вначале солод использовали для домашних нужд, но ситуация изменилась с появлением государевых кабаков. Помещения, в которых проращивалось зерно, называли солодовнями. Иногда такие солодовни называли «солодовенными заводами». С возрастанием спроса на солод, увеличивался спрос и на хлеб. Производители солода в Москве зависели от привозного хлеба и часто недополучали его, потому что он скупался коломенскими торговцами. Производители солода в Москве даже жаловались на коломенских производителей и подавали челобитные в Галичскую четверть. Солодяных омшаников в Коломне было 25. Известными солодениками в Коломне были Матвей Наседкин, Иван Шутин, Ждан Курчевский, Михайло Плакса. В Коломне активную деятельность, связанную с солодом, вели семьи: Антоновых, Бечевиных, Волковых, Дутиковых, Житниковых, Курчевских, Набоковых, Наумовых, Нерослевых, Шутовых. В их собственности был водный транспорт, на котором они возили в крупные города хлеб, солод, рыбу, воск, скот, мед, пеньку, шерсть, кожи. Один из солодеников, Ивашка Набоков, по состоянию на 1623 год владел несколькими торговыми лавками.

### Советский период
Рабочие коломенских заводов принимали активное участие во всеобщей политической стачке 1905 года. Советская власть в Коломне провозглашена 26 октября (8 ноября) 1917 года.
В 1918—1919 большевики в Коломне начали изъятие церковного имущества на военные нужды. В первую очередь изъятию подверглись монастыри и Успенский собор. В 1924 году был закрыт первый храм — Всех Святых в Боброве. Позднее он был снесён:156.
В 1929 был закрыт Успенский собор. В 1930 закрыли храмы Старо-Голутвина монастыря «Чтобы бывшие церкви не напоминали о своём начальном предназначении, их лишали главных признаков храма — колокольни и куполов»:157. В 1930-е годы были разрушены колокольни церквей Николы на Посаде, Николы Гостиного, Рождества Христова и других. «Массовое закрытие городских храмов совпало с пиком сталинских репрессий. Поэтому, когда храмы закрывались, причты их подлежали аресту»:158.
За годы советской власти в результате социалистических преобразований Коломна превратилась в крупный промышленный, научный и культурный центр. В Коломне кроме вышеперечисленных заводов успешно работали мебельная и швейная фабрики, заводы шиноремонтный и резинотехнических изделий, промышленности стройматериалов и пищевая. В Коломне расположены научно-исследовательский тепловозный институт (в наст.время — Всероссийский научно-исследовательский конструкторско-технологический институт подвижного состава (ОАО «ВНИКТИ»), институт мелиорации и техники полива, педагогический институт, машиностроительный и сельскохозяйственный техникумы, медицинское и музыкальное училища.
«К началу Великой Отечественной войны на территории города остались только два действующие храма — Богоявленский в Гончарной слободе и Петропавловский кладбищенский. Последний закрылся в 1943 году»:158.
В ноябре 1941 года существовала угроза захвата Коломны немецкими войсками при наступлении на Москву с юга, однако они были остановлены в двух-трёх десятках километров от города. Вокруг города были построены оборонительный рубеж и 50 километров лесных завалов, в городе были построены баррикады и установлены бронеколпаки. В годы Великой Отечественной войны Коломна стала центром формирования артиллерийских частей и соединений. Кроме того, в городе и окрестностях были созданы стрелковые соединения, 4 отряда народного ополчения (св. 2000 человек), истребительный рабочий батальон (569 человек), специальная диверсионная группа НКВД (17 человек), 2 партизанских отряда по 100 человек в каждом. На железнодорожной сети Подмосковья вели боевые действия 2 коломенских бронепоезда, которые были построены на паровозном депо Голутвин и машиностроительном заводе и укомплектованы рабочими этого завода. Все предприятия Коломны, располагавшие станочным оборудованием, наладили выпуск оборонной продукции: Щуровский цементный завод делал бетонные плиты для дотов и дзотов, за заводе им. Ворошилова были созданы ремонтные артиллерийские мастерские, там же построен сборочный цех для сборки поступавших по ленд-лизу автомобилей (собрано около 45 000 единиц), на Бочмановском заводе изготовляли противотанковые пушки и радиолокационные установки, на Коломенском граммофонном заводе изготовлялись взрыватели к снарядам для самых различных типов орудий и авиабомб, мелкие предприятия изготовляли предметы военной амуниции и детали для разных видов вооружения, включительно до «катюш».
11 апреля 1942 года Постановлением Государственного комитета обороны СССР создано Специальное конструкторское бюро гладкоствольной артиллерии наркомата вооружения. Начальником СКБ назначен был Борис Иванович Шавырин, создатель ряда образцов миномётного и других видов вооружения.
В рядах РККА, на флотах, в авиации, в истребительных батальонах и отрядах народного ополчения сражались более 21 тысячи коломенцев. Многие из них удостоены высоких наград, а более чем 30 воинам присвоено звание Героя Советского Союза. В битвах за честь, свободу и независимость нашей Родины пали на фронте, умерли от ран и погибли в плену 11 975 коломенцев.
В восстановлении и развитии промышленности, строительства и культуры. Коломна достигла больших успехов. Были восстановлены и возобновили свою работу все промышленные предприятия города. Весной 1948 года заложен парк Коломзавода, получивший название парка Мира. На площади 30 га высажены тысячи деревьев и кустарников различных пород. Парк является местом отдыха многих жителей.
5 ноября 1948 года состоялся первый пуск трамвая по линии Коломна — Голутвин протяжённостью 5 км. Ныне трамвай является основным видом транспорта, ходит по 10 маршрутам и перевозит в день около 100.000 пассажиров.
В 1953 году в Коломне газифицировано первых 100 квартир, проложено 5 км подземного газопровода. В настоящее время город в основном газифицирован. Кроме жилых домов, экологически чистый вид топлива получили многие промышленные и бытовые предприятия. Коломна ежегодно потребляет около 400 млн м³ газа.
1 октября 1959 года в Коломну из Москвы пришла первая электричка, заменившая паровозную тягу.
Начиная с 60-х годов XX века Коломна становится городом-новостройкой. С 1961 года в городе начинается строительство многоэтажных крупнопанельных жилых домов со введённого в действие Коломенского домостроительного комбината. Шаг строительства жилых домов составлял 40—50 тысяч м² жилья. Кроме жилья в городе строились объекты социально-культурной сферы. Появился новый комплекс зданий сельскохозяйственного техникума, музыкального училища, дворец культуры и спорта с искусственной ледяной дорожкой, кинотеатры «Восток», «Горизонт», «Русь» и многие другие объекты.
4 июля 1977 года Коломна награждена орденом Октябрьской Революции — согласно Указу Президиума Верховного Совета СССР, за большие успехи, достигнутые трудящимися города в хозяйственном и культурном строительстве, отмечая заслуги в революционном движении и в связи с 800-летием со дня основания.

## Современная Коломна
В наши дни Коломна — один из крупнейших промышленных и научных центров Московской области. Важнейшими предприятиями являются Конструкторское бюро машиностроения (КБМ), Коломенский тепловозостроительный завод (производство дизелей, колёсных пар, магистральных тепловозов, пассажирских электровозов); имеются также заводы тяжёлого станкостроения, текстильного машиностроения, цементный (бывший завод «Хольсим Рус»), шиноремонтный, резинотехнический, канатный и железобетонный заводы, завод по производству газобетонных блоков, домостроительный комбинат, швейная фабрика. В 2002 году в пос. Радужном, Коломенского городского округа открыт производственный комплекс «АДЛ», который занимается разработкой, производством и поставкой оборудования для инженерных систем для секторов ЖКХ и строительства. Пищевая промышленность (опытный мясокомбинат, кондитерская фабрика). Типография.
Образование в Коломне представляют Государственный социально-гуманитарный университет (бывш. МГОСГИ), филиал Московской академии экономики и права, институт переподготовки и повышения квалификации руководящих кадров и специалистов Минсельхоза России, духовная семинария, медицинское и музыкальное училища, машиностроительный и аграрный колледжи, политехнический колледж.
В Коломне расположены тепловозный НИИ (ОАО «ВНИКТИ»), НИИ механизации и техники полива.

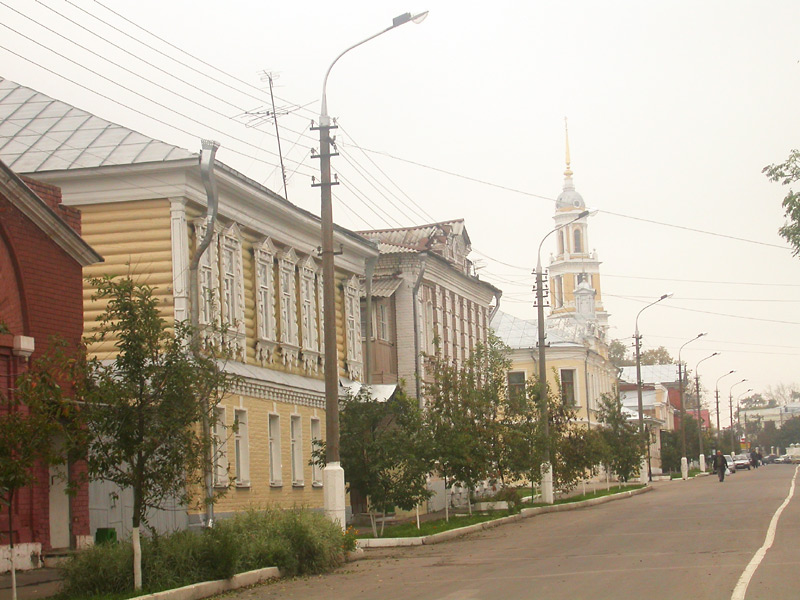
В историческом центре Коломны

### Административно-территориальное устройство
В 2007 году в генеральном плане городской округ Коломна был разделён на 11 районов:
- Дубовая роща,
- Запруды,
- Ларцевы Поляны,
- Митяево,
- Окский,
- Подлипки,
- Репинский,
- Сандыри,
- Старая Коломна,
- Центральный,
- Колычёво.

Тем не менее, административное деление на префектуры в городе на начало 2008 года не произведено. Кроме того, исторически жителями в городе выделялись следующие районы (в дополнение к перечисленным):
- Бочманово,
- Голутвин,
- Городищи,
- Щурово,
- Старая Коломна,
- Колычёво.

Данные районы зачастую являются объединениями районов, определённых в генеральном плане.

### Генеральный планразвития города
Администрация городского округа Коломна, проектный институт «НИИПроект» в рамках областной целевой программы «Разработка генерального плана развития Московской области на период до 2020 года» в 2002 году заключили договор на разработку проекта генерального плана городского округа Коломна Московской области.
Проект генерального плана разработан в соответствии с Градостроительным кодексом РФ от 29.12.2004. № 190-ФЗ.
Проектом генерального плана разработаны следующие задачи:
- комплексная оценка природно-климатических, историко-культурных, социально-экономических, планировочных, экологических условий;
- предложения по развитию территории городского округа, защите территории от воздействия чрезвычайных ситуаций, улучшению экологической обстановки;
- разработка функционального зонирования территории с установлением ограничений на их использование в градостроительной деятельности;
- предложения по установлению границ селитебных территорий, развитию инженерно-транспортной и социальной инфраструктур;
- определение территорий для жилищного строительства;
- предложения по реализации схемы территориального планирования городского округа;
- первоочередные мероприятия для разработки плана реализации Генерального плана городского округа Коломна на период 2020 года.

С генеральным планом можно ознакомиться по следующим ссылкам:
- генеральный план
- территориальное деление городского округа Коломна
- схема с отображением результатов анализа комплексного развития территории
- схема планируемого размещения автодорог и инженерно-транспортных дорог
- схема планируемых границ функциональных зон

### День славянской письменности и культуры 2007 года

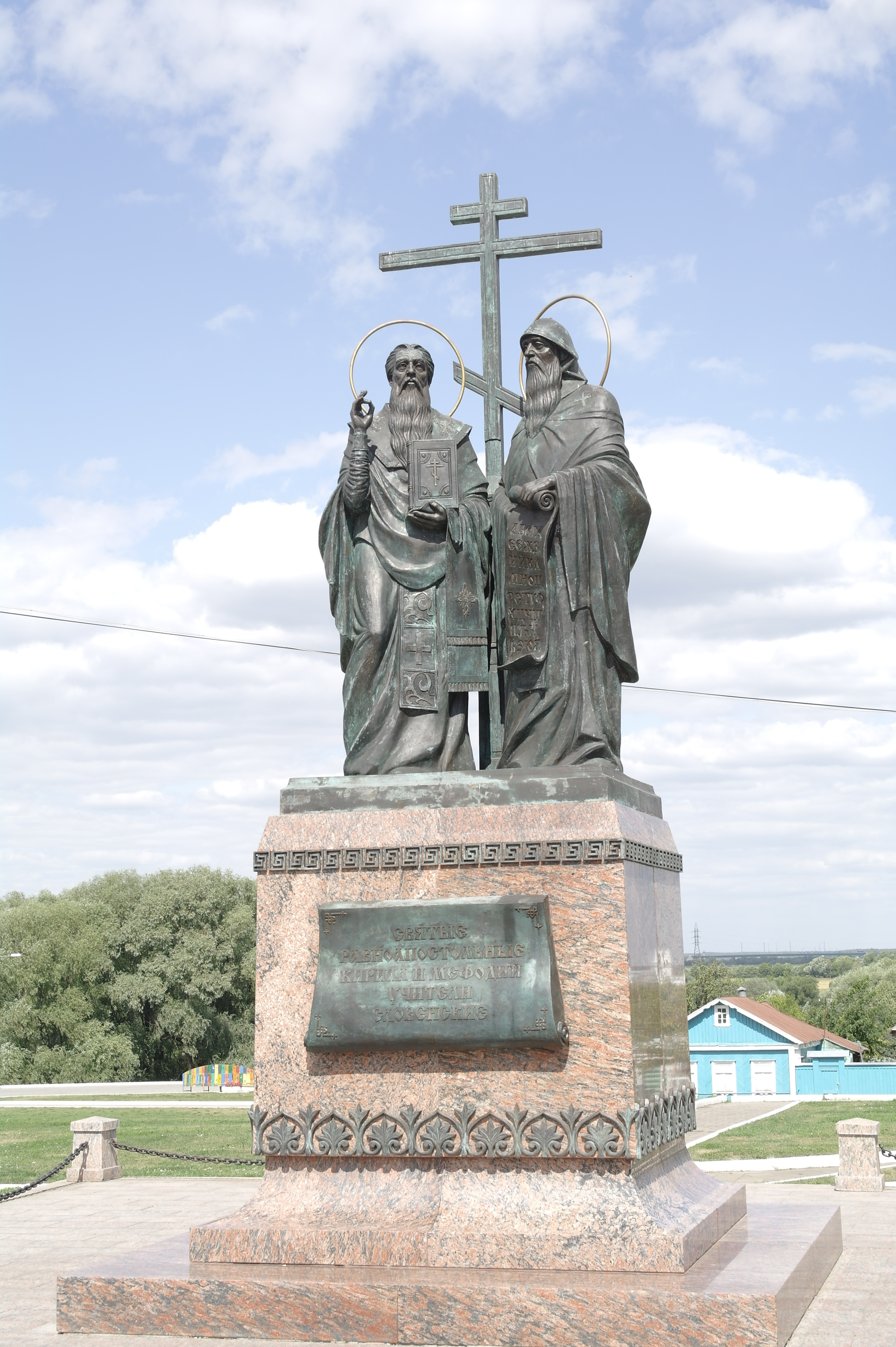
памятник Кириллу и Мефодию

C 22 по 24 мая 2007 года в Коломне проходили празднования, приуроченные ко дню славянской письменности и культуры. Впервые в новой истории праздника столицей был выбран районный центр.
При подготовке к празднику было отреставрировано 13 храмов.
Официальная церемония открытия дней славянской письменности и культуры началась с передачи вечевого колокола от Ханты-Мансийска — предыдущей столицы праздника.
В ходе празднования дней славянской письменности и культуры прошла международная научно-практическая конференция «Славянский мир: общность и многообразие», в которой приняли участие около 600 учёных-славяноведов, православных богословов со всего мира.
Во время торжеств был открыт памятник Дмитрию Донскому на площади перед пряслом между Маринкиной и Грановитой башнями Кремля и памятник Кириллу и Мефодию на Соборной площади. Завершилось празднование грандиозным торжественным музыкально-литературным действом под названием «В начале было слово…».
В празднованиях приняли участие Патриарх Московский и Всея Руси Алексий II, митрополит Коломенский и Крутицкий Ювеналий, министр культуры РФ А. С. Соколов, губернатор Московской области Б. В. Громов.

## Общество

### Местное самоуправление
3 ноября 2016 года на заседании совета депутатов Коломны главой городского округа избран Лебедев Денис Юрьевич, а бывший руководитель города Валерий Иванович Шувалов покинул свой пост.
19 ноября 2021 года Александр Владимирович Гречищев избран Советом депутатов городского округа Коломна главой городского округа Коломна.

### Экономика
Коломна — крупный промышленный центр Московской области. В городе зарегистрировано более 2200 предприятий и организаций различных форм собственности. В сфере экономики трудится свыше 53 тысяч человек, или приблизительно 36 % от общего числа населения города (по данным Госкомстата России за 2003 год). Предприятия города производят дизели, магистральные тепловозы ТЭП70 (Коломенский тепловозостроительный завод им. В. В. Куйбышева), металлорежущие и деревообрабатывающие станки, сборные железобетонные конструкции и детали, тяжелые станки (Коломенский завод тяжёлого станкостроения АО «КЗТС», ныне АО «Станкотех»)), цемент (Щуровский цементный завод, ныне принадлежащий компании «Цементум»), газобетонные блоки Poritep (бывший «Элгад-ЗСИ»), канаты (ЗАО «Канат»), фасадные краски (ООО «Коломенские краски», ООО «Полифан-Л»), сельскохозяйственная техника (ООО «Колнаг»), производство порошковой проволоки для металлургии (ООО «Аффиваль Восток»), АО «Конструкторское бюро машиностроения», созданное в 1942 году для разработки миномётного вооружения, с 1956 года перешло на выпуск ракетных комплексов.
Потребности населения города в продовольственных и промышленных товарах удовлетворяют ПАО «Коломнахлебпром», ПАО «Коломенский хладокомбинат», ПАО «Коломчаночка» (макаронные и кондитерские изделия), АО "Пчеловодный комбинат «Коломенский», кондитерское производство московской фабрики «Красный Октябрь», производство снэковой и кондитерской продукции ООО «РусКо» (компания «Воронцовские сухарики»), а также АО «Мебельщик» (корпусная мебель) и швейная фабрика компании «Валерия».
Объём отгруженных товаров собственного производства, выполнено работ и услуг собственными силами по обрабатывающим производствам за 2010 год — 16,4 млрд руб.
В сфере потребительского рынка занято 4,7 тыс. человек, функционирует свыше 500 торговых предприятий (торговые сети: ЗАО «Продтовары», «Дикси» и т. п.), более 60 предприятий общественного питания, и более 600 предприятий мелкорозничной сети и 5 рынков.
Банковская система Коломны включает несколько представительств банков. Наиболее разветвлённую сеть имеет Среднерусский банк Сбербанка России. Кроме того, в Коломне имеют свои представительства и филиалы Банк Москвы, ВТБ 24, «Возрождение», «Российский капитал» и другие.
В последние годы в Коломне наблюдается активное строительство современных объектов коммерческой недвижимости. В частности, недавно в городе были построены: ТЦ «Рио», ТЦ «Кадо», плавучий отель «40-й меридиан Арбат», бизнес-центр «Адмиральский» и другие объекты.

### Наука и образование
Коломна является одним из крупнейших научно-технических центров Московской области. В Коломне расположены научно-исследовательский тепловозный институт, институт мелиорации и техники полива, работают предприятия ВПК. В городе работает более тридцати общеобразовательных и специальных школ, машиностроительный и сельскохозяйственный техникумы, медицинское и музыкальное училища. Высшее образование в городе предоставляется в Государственном Социально-Гуманитарном Университете , Коломенском институте (филиале) Московского политеха, филиале Московской академии экономики и права и др.

### Религия
В Коломне проживают представители нескольких конфессий (православие, ислам и другие). Прежде всего город известен своей православной историей. Мусульманская община является второй по величине в городе. Остальные конфессии немногочисленны.

#### Православие
В середине XIV века была учреждена Коломенская епархия, просуществовавшая до 1799 года, когда существенная часть епархии была переведена в Тулу. В настоящее время Коломенское благочиние является одним из крупнейших в Московской епархии.

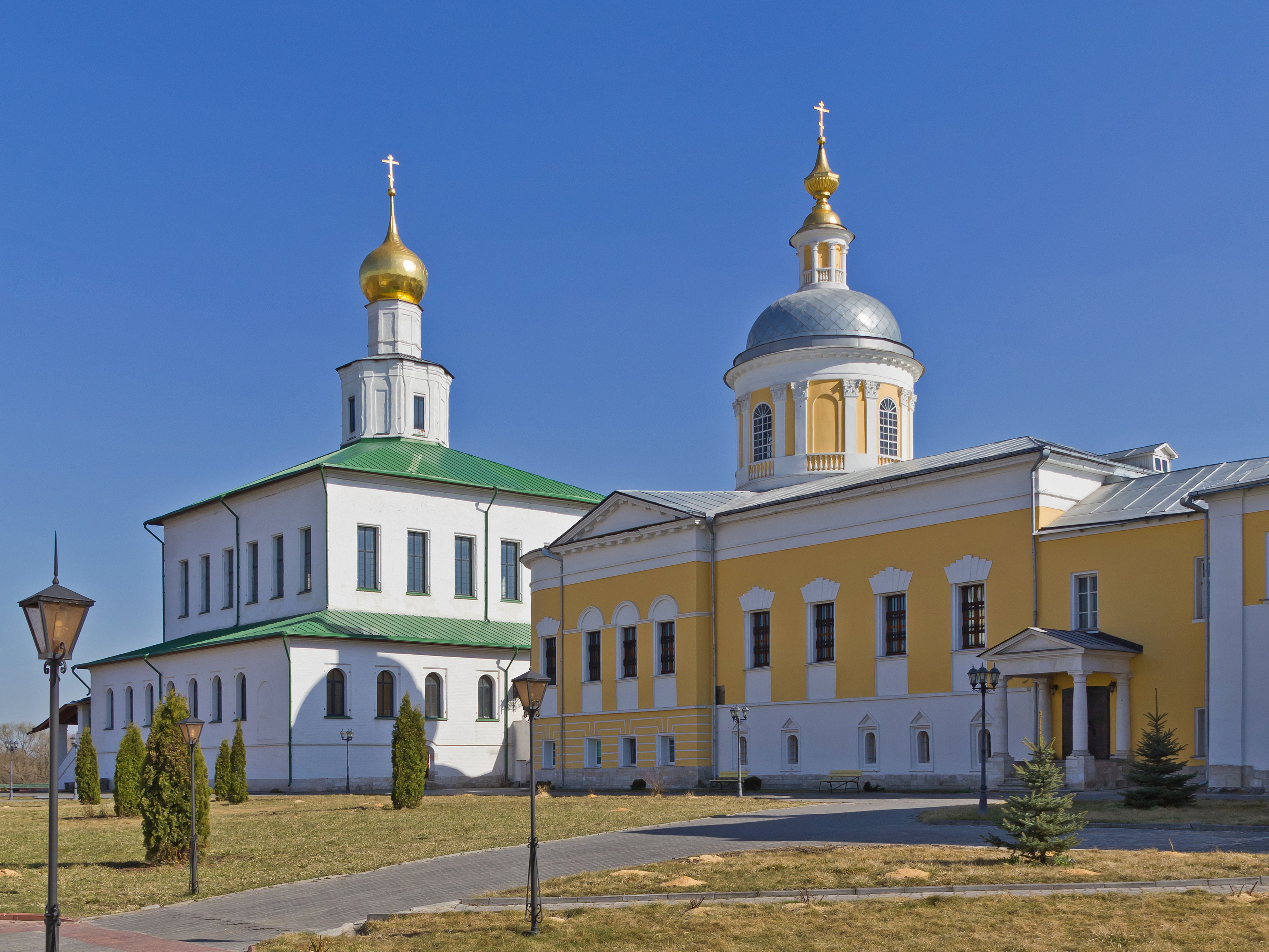
Храмы Старо-Голутвина монастыря

В Коломне находится один из двух кафедральных соборов (Успенский кафедральный собор Коломны) митрополита Крутицкого и Коломенского, который по должности состоит постоянным членом Священного синода и, согласно Уставу Русской православной церкви, как патриарший наместник, помогает патриарху Московскому и всея Руси в управлении Московской епархией на правах епархиального архиерея.
Храм Николы на Посаде в начале 1990-х годов передан общине Русской православной старообрядческой церкви.

#### Ислам
Мусульманская община Коломны насчитывает около трёх тысяч человек. Глава мусульманской общины — Равиль Гайнутдин. В городе построена мечеть на улице Октябрьской революции.

### Спорт
На территории города функционирует множество спортивных заведений:
- стадионы «Авангард», «Труд», «Старт» и «Цементник»;
- центр конькобежного спорта Московской области «Коломна»;
- гребной канал и многое другое.

Самыми известными спортсменами Коломны считаются конькобежцы Валерий Муратов, Дмитрий Дорофеев, Екатерина Лобышева, а также дзюдоист Евгений Печуров и конькобежка Ольга Граф
Воспитанники коломенских спортивных школ достигли успеха во многих видах спорта: конькобежный спорт, футбол, академическая гребля, шахматы, волейбол, хоккей, дзюдо и самбо, бокс и многие другие.

#### Футбол
Футбольная школа города Коломны одна из самых старых в России. В настоящее время футбольная Коломна представлена единственным клубом ФК «Коломна», который выступает во Втором дивизионе чемпионата России по футболу. Футбольный клуб был создан 5 марта 1997 года путём объединения двух городских команд «Авангард» (основан в 1906 году) и ФК «Ока» (основан в 1923 году). Из известных воспитанников коломенского футбола можно отметить вратаря ФК «Томь» (Томск) Алексея Ботвиньева.
В Коломне есть команда по футбольному фристайлу TFF AIRpro и Freestyle Sport.
1 мая 2011 года в Коломне был представлен новый футбольный клуб — «СТАРС» на презентации которого присутствовали почётные гости: футболисты ПФК ЦСКА и сборной команды России Игорь Акинфеев, Василий и Алексей Березуцкие. Уже в дебютном в истории клуба сезоне ФК «СТАРС» добился серьёзных спортивных успехов: команда заняла второе место в первенстве Московской области, выиграла зональный турнир космонавта А. А. Волкова, а в зимнем турнире памяти В. И. Гуляева уверенно заняв первое место в отборочной группе, добилась права выступать в ¼ финала престижного турнира.

#### Конькобежный спорт

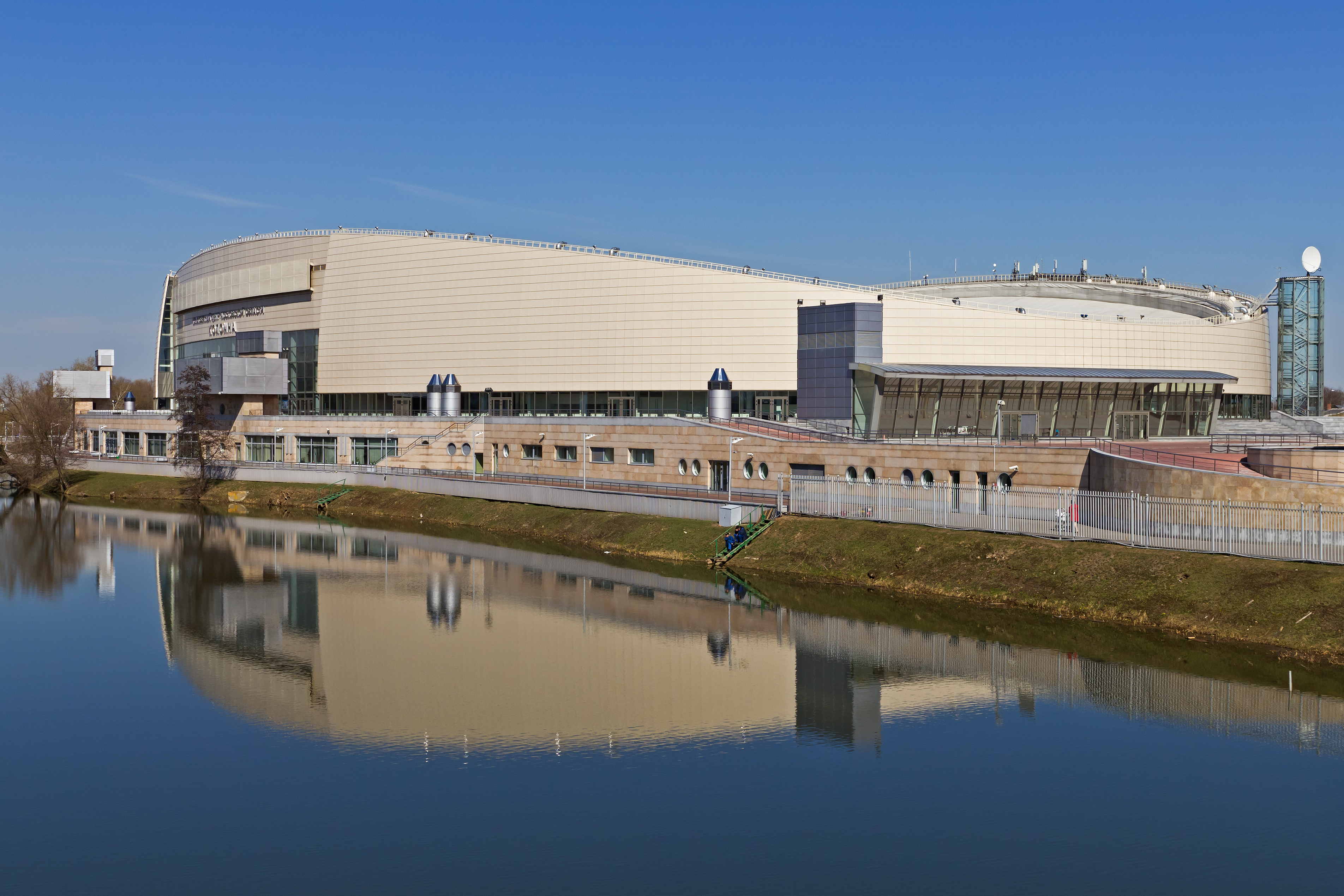
Центр конькобежного спорта

Конькобежная школа города Коломны одна из старейших в России, которая воспитала множество победителей соревнований различного уровня — от первенств городов до многократных олимпийских чемпионов. В 2006 году завершена реконструкция конькобежного центра «Коломна», в результате чего в городе появился крупнейший в России конькобежный комплекс, на котором в 2008 году прошёл чемпионат Европы. В 2007, 2009 и 2012 годах в центре проходили этапы Кубка мира. В 2020 прошёл Чемпионат России по конькобежному спорту.

#### Академическая гребля
В городе работает школа олимпийского резерва по академической гребле. Занятия проходят на гребном канале на реке Оке. Регулярно устраиваются соревнования по гребле и парусному спорту.

#### Шахматная школа
Шахматная школа города Коломны открылась в 1906 году и является одной из старейших в России. Воспитанниками клуба являются более десятка мастеров и кандидатов в мастера ФИДЕ. Ежегодно клуб участвует в более 50 соревнований, на которых представители коломенского шахматного клуба регулярно занимают призовые места.

#### Бокс
В Коломне существует специализированная детско-юношеская спортивная школа олимпийского резерва «Авангард», которой уже более 50 лет. Отделение бокса этой школы ведёт свою историю от спортивной секции бокса. Спортсмены-боксёры регулярно участвуют в местных и общероссийских соревнованиях, занимают на них призовые места.

#### Баскетбол
В последние годы вновь стал популярен этот динамичный и современный вид спорта. Во многих спортшколах города открылись отделения мужского баскетбола. А в детской спортшколе олимпийского резерва «Авангард» с 2004 года возрождают женский баскетбол. Кроме того, именно на её базе была сформирована мужская баскетбольная сборная города (БК «Коломна»).

## Транспорт

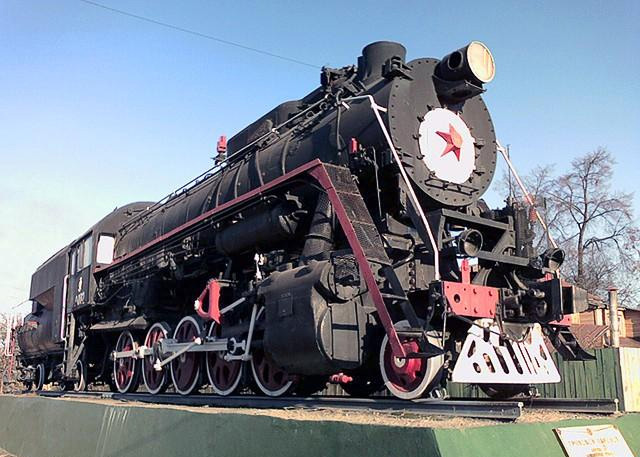
Памятник «Паровоз Л-0012» Коломенского паровозостроительного завода

Коломна располагает всеми современными видами связи, обладает высокоразвитой транспортной инфраструктурой, являясь средоточием железнодорожных магистралей, автомобильных дорог и водных путей.
- Железнодорожный транспорт. Через Коломну проходит участок Москва (Казанский вокзал) — Рязань Московско-Казанского исторического железнодорожного хода Московской железной дороги, на которой в черте города имеются три железнодорожные станции Голутвин, Щурово, Коломна. Также по территории города проходит однопутная неэлектрифицированная ветка Голутвин — Озёры, на которой расположены платформы Бачманово, 6 км и Сычёво. Пассажирская и грузовая станция Голутвин имеет несколько платформ, вокзал и депо. Станция Щурово является грузовой и имеет две платформы. Обе станции связаны подъездными путями с рядом промышленных предприятий Коломны, а станция Голутвин — с якорной стоянкой на Оке. Действуют железнодорожные мосты через реки Оку и Москву.
- Автомобильные дороги. Коломна расположена на федеральной трассе М5 «Урал», которая проходит непосредственно через город. Старая часть дороги «Урал» в черте города носит название: улица Октябрьской Революции. Построенный в 2000-х гг. северный обход Коломны представляет собой современную магистраль. Существуют также дороги в Озёры и Егорьевск.
- Речное пароходство. Судоходство осуществляется по рекам Москве и Оке, река Коломенка не судоходна. Крупнейший среди портов Московского речного пароходства порт Коломна, основанный в 1858 году, обеспечивает минерально-строительными материалами и речным песком предприятия Мосавтодора, стройиндустрии юга Москвы, ближнего и дальнего Подмосковья (Коломны, Озёр, Луховиц, Зарайска, Воскресенска).

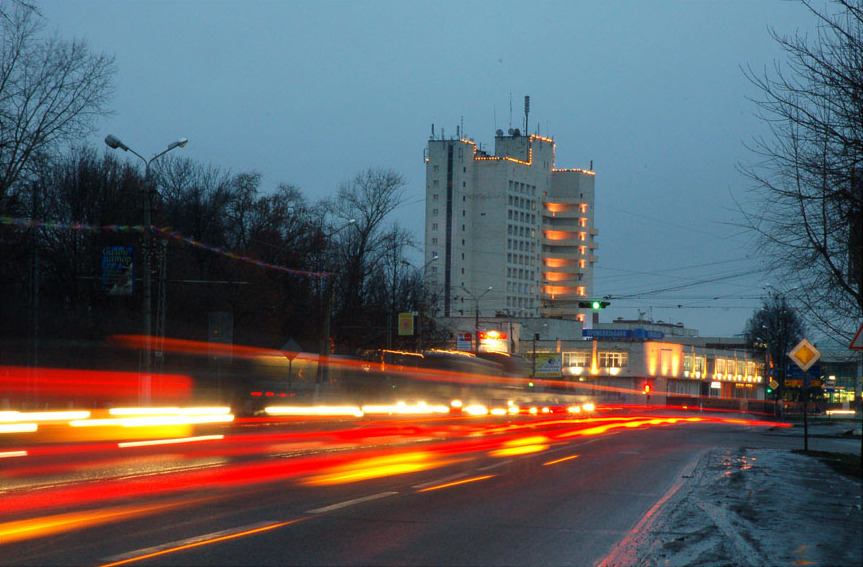
Улица Октябрьской Революции

- Общественный транспорт. Пассажирский транспорт города представлен двумя видами транспорта: трамваем и автобусом. Трамвай существует в Коломне с 5 ноября 1948 года. В городе работают десять трамвайных маршрутов, которые связывают центр, историческую часть города, промышленные зоны и новые жилые микрорайоны города (см. Коломенский трамвай). МАП-2 «Автоколонна № 1417» (существует с 1925 года)[78], филиал «Мострансавто» осуществляет внутригородские и междугородние пассажирские перевозки. В городе и пригороде работает более 30 маршрутов. Междугородние рейсы соединяют Коломну с такими городами, как Москва, Рязань, Ступино, Озёры и др.
- Воздушный транспорт. В селе Коробчееве, недалеко от Коломны работает аэродром. Техника: Ан-2, Ан-140, Ми-8, Ми-2. На аэродроме работает Коломенский аэроклуб им. Водопьянова. Аэродром самый большой в Московском регионе, используемый для выброски парашютистов. Поле размером 1700 на 1600 метров, возможность организации прыжков на свупы, в том числе на воду (на реку Оку).

## Достопримечательности

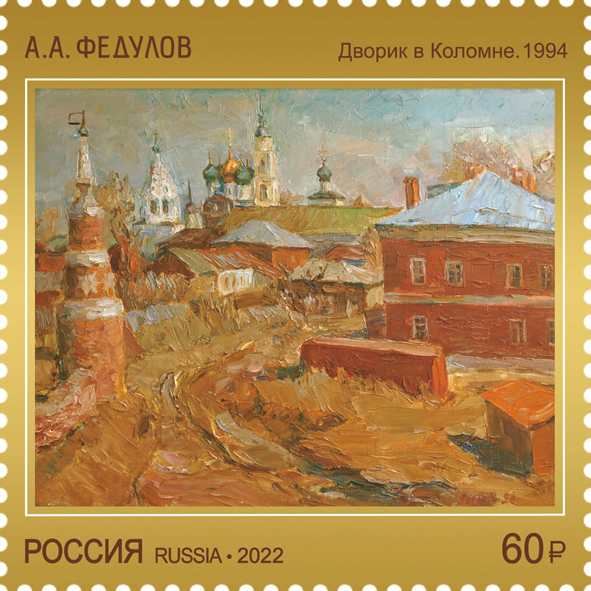
Почтовая марка 2022 год. Серия «Современное искусство России». А. А. Федулов «Дворик в Коломне» (1994)

В Коломне расположено 420 памятников федерального и областного значения (из которых 70 памятников федерального значения).
На городской территории находятся здания церквей Иоанна Предтечи на Городище (начало XVI в.), шатровой Успенской (1522), Богоявленской (1680-е), Вознесенской (1799, арх. М. Ф. Казаков), Михаила Архангела (1833, арх. М. Ф. Шестаков), Брусенского (конец XVII в.) Свято-Троицкого Ново-Голутвина (1799 г.) и Спасского (XIV в.) монастырей. Из гражданских сооружений следует отметить пожарную часть с каланчой (XVIII в., в классическом стиле), дома купцов Шевлягина и Мещанинова (в стиле барокко), Торговые ряды (первая половина XIX века).
Неподалёку от Коломны находятся основанные в XIV веке Старо-Голутвин и Бобренев монастыри.
В Коломне работают краеведческий музей, музей органической культуры, музей боевой славы и литературно-художественный музей. В марте 2014 года был открыт музей истории жилищно-коммунального хозяйства Коломны. В октябре 2017 года — частный музей «Коломенский патефон», а несколькими годами ранее — музей «Коломенская пастила» и Музейная фабрика пастилы,  где гостей угощают чаем с пастилой, приготовленной по восстановленным старинным рецептам. В 2018 году в Коломне открыли новые музеи: музей колониально-бакалейной торговли П. К. Чуприкова, музей реставрации памятников архитектуры, дом фарфора и керамики. В этом же году был открыт музей футбола, созданный начальником ПФК ЦСКА Сергеем Якунчиковым. Рядом с Пятницкой башней Коломенского кремля устроен Музей-Навигатор, где хранятся исторические раритеты-символы Коломны, и, где можно получить сведения о всех достопримечательностях города, в том числе о музеях.
На сцене ДК «Тепловозостроитель» регулярно проходят спектакли Народного театра и Детского театрального коллектива.
Художественные выставки организуются в КЦ «Лига» и доме Озерова.
В центре города на площади Двух революций установлен памятник В. И. Ленину.

### Коломенский Кремль

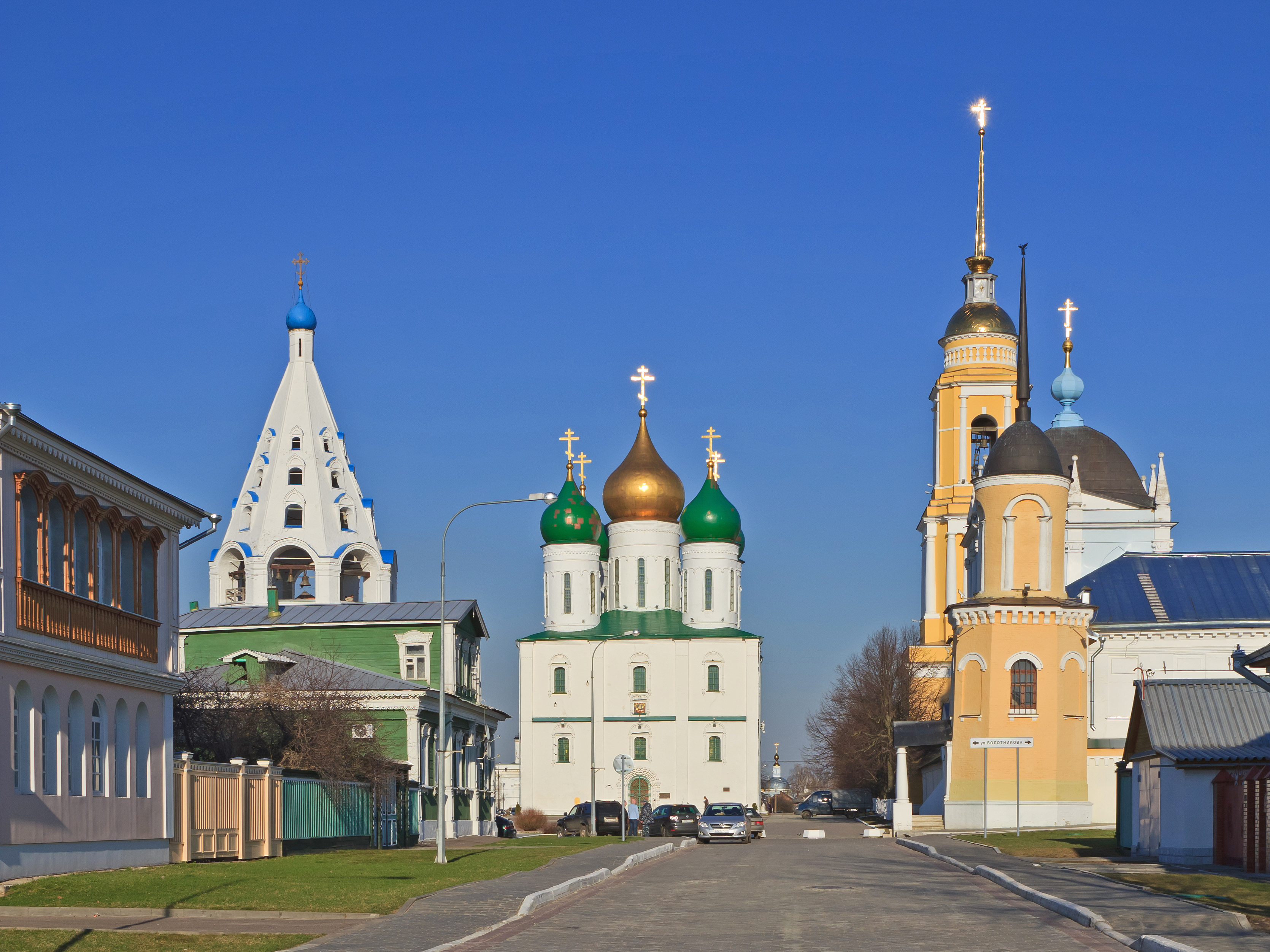
Соборная площадь: колокольня, Успенский собор и Ново-Голутвин монастырь

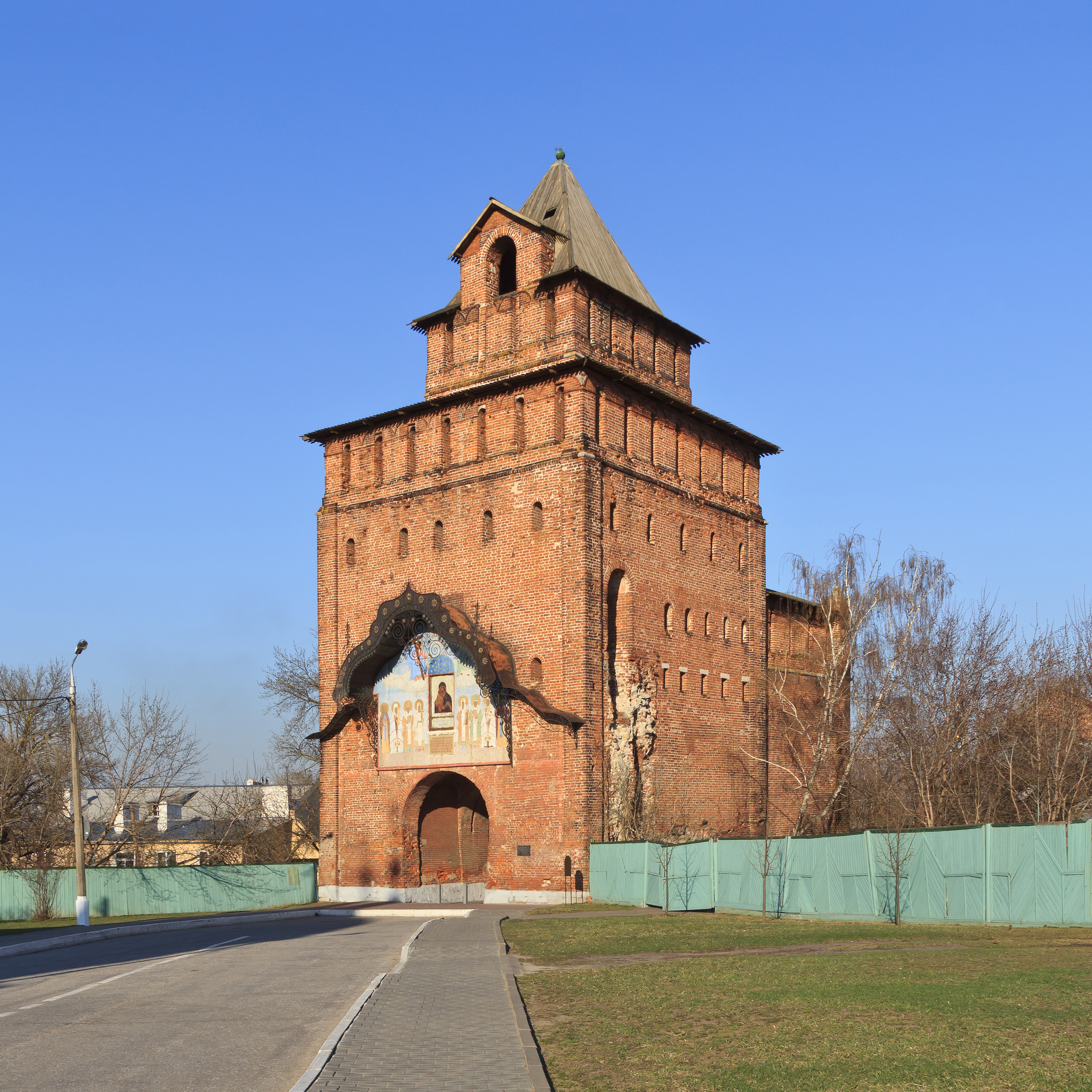
Пятницкие ворота

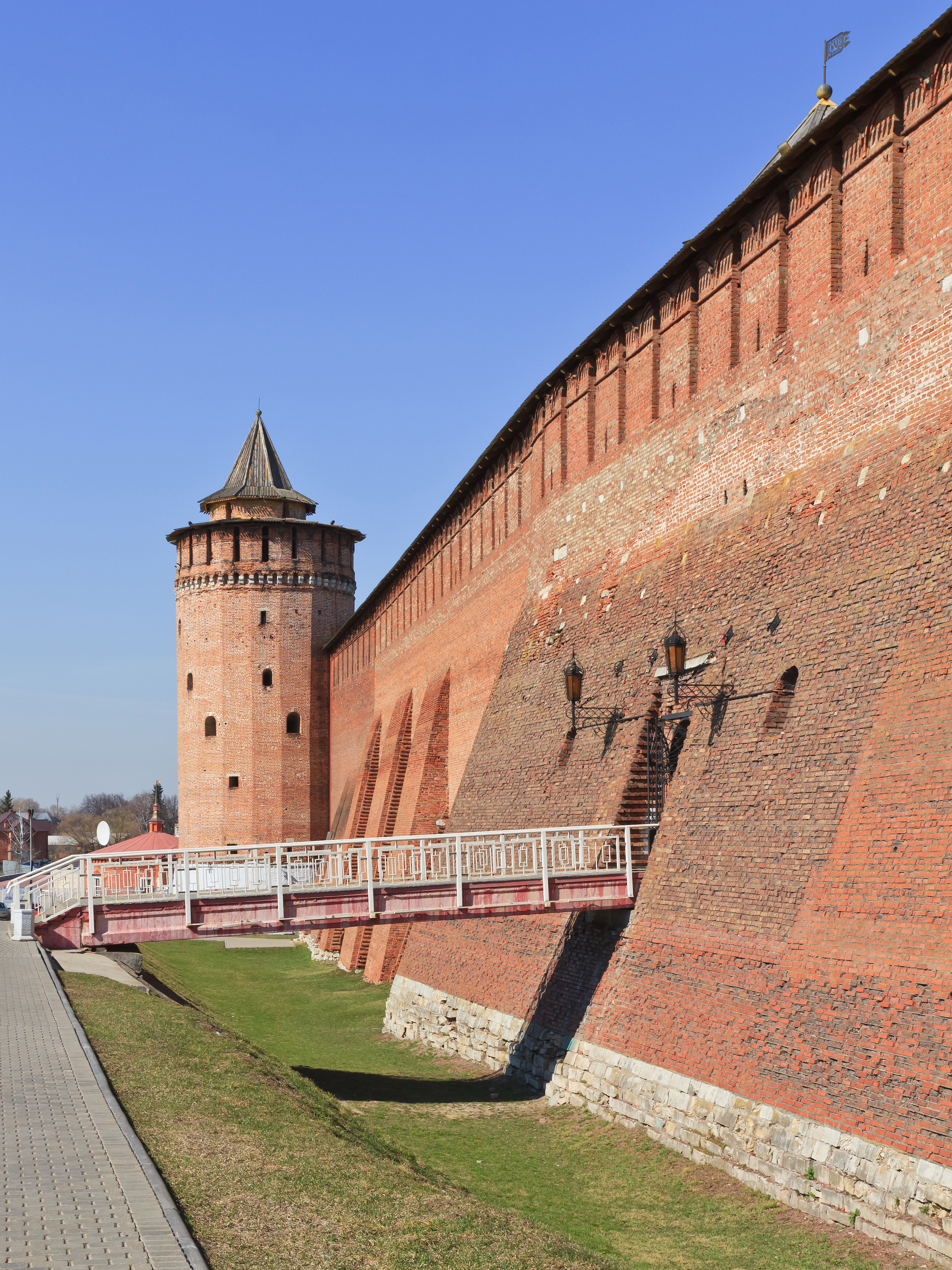
Стена Коломенского кремля

Коломенский кремль — одна из самых больших и мощных крепостей своего времени. Он был построен за шесть лет с 1525—1531 года по приказу Василия III. От Коломенского кремля сохранились кирпичные стены с семью башнями. Одна из них, наиболее известная, называется Пятницкая с православной иконой над воротами. На территории кремля расположен Успенский собор (построен в 1672—1682) с колокольней (1825), Свято-Троицкий Ново-Голутвин монастырь и многое другое.

### Улицы города
Улицы города, связанные с историческими именами и событиями:
- Арбатская улица — на этой улице жили Пётр Артемьевич Сарафьян, Василий Александрович Зайцев, Борис Андреевич Пильняк, Ковальский Николай Михайлович, Анна Андреевна Ахматова;
- Береговая улица — Валентина Александровна Любимова;
- Зелёная улица — Сергей Николаевич Луконин, Николай Яковлевич Кириленко;
- улица Лажечникова — Лозовский Модест Александрович;
- Москворецкая улица — Свешников Александр Васильевич;
- улица Октябрьской Революции — самая длинная улица города, на которой жили Перфилов Лев Алексеевич, Лебедянский Лев Сергеевич;
- Посадская улица — работал Брушлинский Борис Афиногенович;
- улица Яна Грунта — Радищев Андрей Павлович и многие другие.

### Парки и скверы города

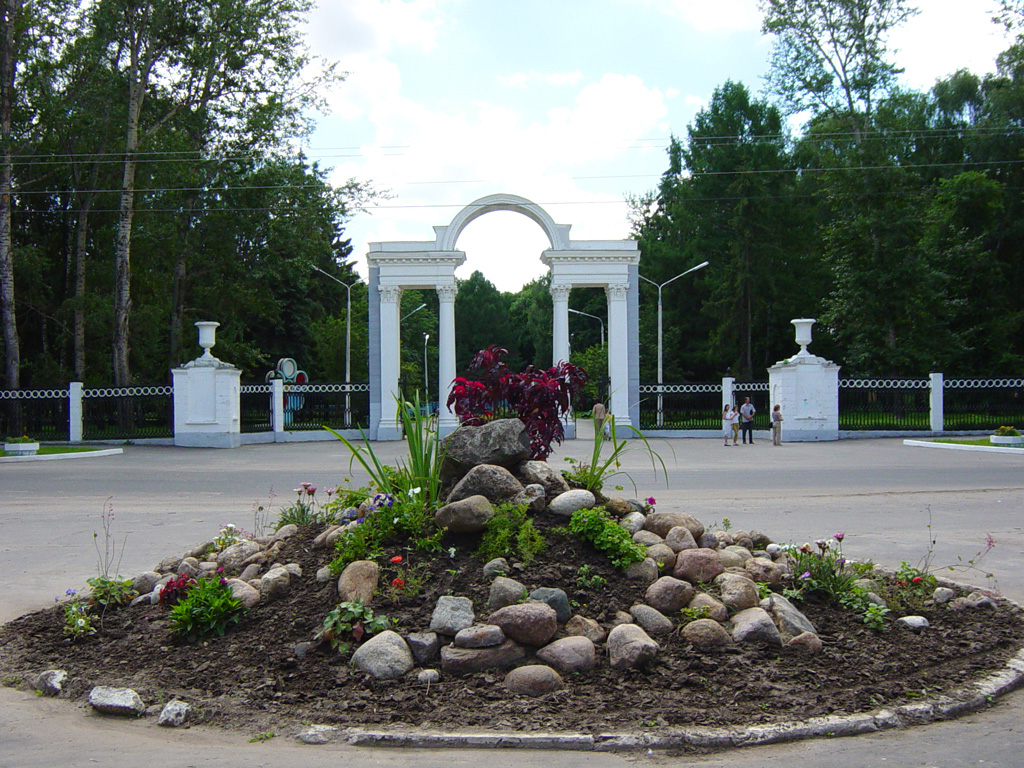
Один из входов в парк Мира

Город Коломна является одним из самых зелёных городов Подмосковья. На территории города размещено множество парков и скверов. Вот некоторые из них:
- Парк Мира;
- Мемориальный парк;
- Сквер Зайцева;
- Сквер Блюдечко;
- Сквер Окский
- Парк 50-летия Октября;
- Запрудский парк и другие.

## Города-побратимы
Заключены договоры об установлении побратимских связей с городами:
- Молодечно, Беларусь[86];
- Бауска, Латвия[87];
- Нэводари, Румыния[88];
- Асторга, Испания[89].
- Источно-Сараево, Босния и Герцеговина[90].
- Сунъян, Китай[91]
- Дербент, Дагестан[92]
- Стерлитамак, Республика Башкортостан